# Teorija relativnosti
Teorija relativnosti ili relativistička fizika je moderna fizičko-matematička teorija koja potpuno obuhvaća prirodne pojave na razini čestica (iznad kvantne razine koja je opisana Planckovom konstantom) do kozmoloških veličina (razine građe i evolucije svemira). Sadržaj relativističke fizike Einsteinova je relativnost primijenjena u svim granama fizike, koja je zasnovana na postulatima posebne teorije relativnosti (1905.) i tenzorske teorije gravitacijskog polja u općoj teoriji relativnosti (1916.), a njezino je uporište klasično načelo relativnosti. Newtonova mehanika u nepromijenjenom obliku vrijedi u svim inercijskim sustavima (prostorima), tako da su inercijski sustavi u klasičnoj mehanici jednaki (ekvivalentni). Prema Galileijevu načelu relativnosti stvar je fizikalne slobode (izbora) koji će sustav biti u mirovanju, a koji u jednolikom gibanju. Fizikalne veličine, jednadžbe gibanja i fizikalni zakoni u relativističkoj fizici moraju biti invarijantni (nepromjenjivi) na Lorentzove transformacije. To slijedi iz Einsteinovih postulata: 
- brzina svjetlosti c u vakuumu jednaka je u svim referentnim sustavima što se jedni prema drugima jednoliko gibaju;
- u svim sustavima što se jedni prema drugima jednoliko gibaju vrijede isti zakoni prirode.

Prvi postulat – o stalnosti brzine svjetlosti u svim sustavima neovisno o brzini promatrača – podrazumijeva se kao aksiom elektrodinamike, a drugi je postulat osnovni (fundamentalni) zahtjev kovarijantnosti fizikalnih zakona prirode. Granice točnosti i primjenljivosti klasične fizike fenomenološki su opisane dvjema prirodnim konstantama, brzinom svjetlosti c = 299 792 458 m/s (točna veličina, bez mjerne nesigurnosti), gornja granica brzine za bilo koju tvarnu česticu i najveća brzina kojom se energija, međudjelovanje ili informacija prenosi u realnim fizičkim prostorima, i Planckovom konstantom h = 6,626 075 5 ∙ 10−34 Js, fundamentalnim kvantom djelovanja u fizici. Ako u nekom fizičkom sustavu neka njegova veličina, koja se dimenzijski podudara s Planckovom konstantom, ima vrijednost reda veličine Planckove konstante, sustav se tada mora promatrati kvantnomehanički.
Teorija relativnosti sastoji se od dvije znanstvene teorije na području fizike: posebne relativnosti i opće relativnosti. Ove su teorije osmišljene kako bi objasnile činjenicu da se elektromagnetski valovi ne pokoravaju Newtonovim zakonima gibanja. Elektromagnetski valovi gibaju se konstantnom brzinom, nezavisno od kretanja promatrača. Osnovna ideja obje teorije je da će dva promatrača, koji se nalaze u međusobno relativnom gibanju (to jest gibanju jedan u odnosu na drugoga), izmjeriti različite vremenske i prostorne razmake (intervale) za iste događaje, ali da će fizikalni zakoni obojici izgledati jednako. Teorija nosi naziv relativnosti jer po njoj ne postoje apsolutne veličine, nego sve u odnosu (relaciji) jednog prema drugom. Ne postoji apsolutna masa, ne postoji apsolutno vrijeme i ne postoji apsolutni prostor. Rečene veličine mjerljive su samo u odnosu na nekog promatrača. Točka s koje promatrač promatra događaj (sustav promatranja) jednako je točna kao točka gledišta (sustav promatranja) bilo kojeg drugog promatrača koji se giba nekom drugom brzinom. 

## Objašnjenje
Na temelju svojih dvaju postulata Einstein je dobio jednadžbe jednake Lorentzovim jednadžbama. Iz dobivenih jednadžbi izveo je Lorentzovu kontrakciju dužina i takozvanu dilataciju vremena, to jest rezultat da sat u gibanju ide polaganije ako ga usporedimo sa satovima sustava u kojem mjerimo. U sustavu koji se giba brzinom v sat će ići sporije t od isto takva sata t0 u sustavu koji miruje. Taj se učinak naziva relativistička dilatacija vremena: 
{\displaystyle t={\frac {t_{0}}{\sqrt {1-{\frac {v^{2}}{c^{2}}}}}}}
Druga je posljedica Lorentzovih transformacija kontrakcija dužine u smjeru gibanja. Njezina duljina l u sustavu mirovanja mjeri se kraćom od one vlastite l0 u sustavu koji se giba brzinom v, po jednadžbi: 
{\displaystyle l=l_{0}\cdot {\sqrt {1-{\frac {v^{2}}{c^{2}}}}}}
Izmjere ili dimenzije nekoga fizikalnog tijela ne mogu se isto tako apsolutno odrediti kao ni vrijeme, jer i one ovise o stanju opažača. Einstein je izveo i teorem adicije brzina, kojim pokazuje da superpozicijom dviju brzina manjih od brzine svjetlosti opet izlazi brzina manja od brzine svjetlosti makar svaka od njih prelazi polovicu brzine svjetlosti. Dok su u Lorentza transformirane koordinate samo pomoćne varijable, u Einsteina su to prave fizičke veličine. Lorentzovo lokalno vrijeme, koje on razlikuje od pravoga vremena, u Einsteina postaje vrijeme dotičnoga sustava i ravnopravno je s vremenskim podatcima bilo kojega drugog sustava. Preračunavanje takvih podataka iz sustava u sustav sadržano je u jednadžbama transformacije. Time je karakteriziran možda najveći misaoni korak koji je učinio Einstein. Odbacio je koncepciju Newtonova apsolutnoga vremena označenu riječima: "Apsolutno, istinsko i matematičko vrijeme teče jednoliko po sebi i po svojoj prirodi i bez odnosa spram bilo čega izvanjskoga, a drugim se imenom zove trajanje". 
Jedan je od najdubljih rezultata Einsteinove pronicave analize spoznaja da istodobnost dvaju prostorno udaljenih događaja nije apsolutna činjenica, već da ovisi o tome u kojem se koordinatnom sustavu ti događaji promatraju. Einstein je jednostavnom argumentacijom zaključio da se masa tijela mijenja ako mu se promijeni energija, i to tako da je promjena mase jednaka promjeni energije podijeljenoj s kvadratom brzine svjetlosti. On je to izrijekom protegnuo na sve vrste energije, premda je operirao samo s energijom zračenja. Tu ekvivalenciju između mase i energije Einstein je izrazio riječima: "Masa tijela mjera je za njegov iznos energije". Taj rezultat nije drugo doli znamenita relacija:
{\displaystyle E=m\cdot c^{2}}
koja je postala osnova (fundamentalna) u nuklearnoj fizici i astrofizici. S pomoću nje fizičari su stekli nove spoznaje o strukturi materije i o prirodi energije koja dolazi od Sunca i zvijezda te o tome kako da se golema energija sadržana u jezgrama atoma iskoristi u korisne, ali i, nažalost, u ratne svrhe. Daljnji razvoj posebne teorije relativnosti zajedničko je djelo Einsteina i drugih fizičara. Bitan formalno-matematički napredak donio je H. Minkowski. On je Lorentzove transformacije shvaćao kao transformacije u četverodimenzionalnom prostoru, koje ostavljaju kao invarijantnu jednu realnu hiperplohu 2. reda. Usto je uveo novu veličinu za određivanje vremena (u obliku w = i∙c∙t) kao četvrtu koordinatu i time prešao na euklidsku metriku u četverodimenzionalnom prostoru, pri čem Lorentzove transformacije dobivaju značenje imaginarnih vrtnji. Na tu je mogućnost upozorio već H. Poincaré u svojem radu iz 1906.

### Posebna relativnost
Einsteinov članak, O elektrodinamici tijela u gibanju (1905.), uvodi posebnu teoriju relativnosti. Posebna relativnost smatra da promatrači u inercijskim referentnim okvirima koji su u međusobno relativnom jednolikom gibanju ne mogu izvesti nikakav pokus kojim bi utvrdili koji od njih je u "apsolutnom kretanju".  Teorija postulira da će brzina svjetlosti u vakuumu biti ista za oba promatrača (to jest promatraču nepromjenjiva ili invarijantna brzina). Jedna od prednosti posebne relativnosti je što može biti izvedena iz svega nekoliko premisa: 
- brzina svjetlosti u vakumu je konstantna (299 792 458 m/s),
- fizikalni zakoni su isti za sve promatrače u inercijskim referentnim okvirima.

### Opća relativnost
Opću teoriju relativnosti Einstein je objavio 1916. (kao seriju predavanja održanih na Pruskoj akademiji znanosti 25. studenog 1915.). Opća teorija relativnosti je geometrijska teorija koja postulira da prisutnost mase i energije "zakrivljuje" prostorvrijeme, te da ta zakrivljenost utječe na put slobodnih čestica (i općenito svjetlosti). Ova se teorija koristi matematikom diferencijalne geometrije i tenzora da bi opisala gravitiranje bez korištenja gravitacijske sile. Ova teorija sve promatrače drži ekvivalentnima, a ne samo one koji su u jednolikom gibanju.

### Vremenska dilatacija
Na temelju svojih dvaju postulata Einstein je dobio jednadžbe identične Lorentzovim jednadžbama. Iz dobivenih jednadžbi izveo je Lorentzovu kontrakciju dužina i takozvanu dilataciju vremena, to jest rezultat da sat u gibanju ide polaganije ako ga usporedimo sa satovima sustava u kojem mjerimo. U sustavu koji se giba brzinom v sat će ići sporije t od isto takva sata t0 u sustavu koji miruje. Taj se učinak naziva relativistička dilatacija vremena:
{\displaystyle t=\gamma \cdot t_{0}={\frac {t_{0}}{\sqrt {1-{\frac {v^{2}}{c^{2}}}}}}\,}

#### Kontrakcija dužine
Druga je posljedica Lorentzovih transformacija kontrakcija dužine u smjeru gibanja. Njezina duljina L u sustavu mirovanja mjeri se kraćom od one vlastite L0 u sustavu koji se giba brzinom v, po jednakosti:
{\displaystyle l={\frac {l_{0}}{\gamma }}=l_{0}\cdot {\sqrt {1-{\frac {v^{2}}{c^{2}}}}}}
gdje je: v - je relativna brzina između promatrača i objekta koji se kreće, c -  brzina svjetlosti. Dimenzije nekoga tijela ne mogu se isto tako apsolutno odrediti kao ni vrijeme, jer i one ovise o stanju opažača. Einstein je izveo i teorem adicije brzina, kojim pokazuje da superpozicijom dviju brzina manjih od brzine svjetlosti opet izlazi brzina manja od brzine svjetlosti makar svaka od njih prelazi polovicu brzine svjetlosti. Dok su u Lorentza transformirane koordinate samo pomoćne varijable, u Einsteina su to prave fizičke veličine. Lorentzovo lokalno vrijeme, koje on razlikuje od pravoga vremena, u Einsteina postaje vrijeme dotičnoga sustava i ravnopravno je s vremenskim podatcima bilo kojega drugog sustava. Preračunavanje takvih podataka iz sustava u sustav sadržano je u jednadžbama transformacije. Time je karakteriziran možda najveći misaoni korak koji je učinio Einstein. Odbacio je koncepciju Newtonova apsolutnoga vremena označenu riječima: "Apsolutno, istinsko i matematičko vrijeme teče jednoliko po sebi i po svojoj prirodi i bez odnosa spram bilo čega izvanjskoga, a drugim se imenom zove trajanje". Jedan je od najdubljih rezultata Einsteinove pronicave analize spoznaja da istodobnost dvaju prostorno udaljenih događaja nije apsolutna činjenica, već da ovisi o tome u kojem se koordinatnom sustavu ti događaji promatraju.

### Ekvivalencija mase i energije
Einstein je jednostavnom argumentacijom zaključio da se masa tijela mijenja ako mu se promijeni energija, i to tako da je promjena mase jednaka promjeni energije podijeljenoj s kvadratom brzine svjetlosti. On je to izrijekom protegnuo na sve vrste energije, premda je operirao samo s energijom zračenja. Tu ekvivalenciju između mase i energije Einstein je izrazio riječima: "Masa tijela mjera je za njegov iznos energije". Taj rezultat nije drugo doli znamenita relacija:
{\displaystyle E=m\cdot c^{2}}
pri čemu je: E = energija ekvivalentna masi (u džulima), m = masa (u kilogramima), i c = brzina svjetlosti u vakuumu  (u metrima po sekundi), koja je postala osnova u nuklearnoj fizici i astrofizici. S pomoću nje fizičari su stekli nove spoznaje o strukturi materije i o prirodi energije koja dolazi od Sunca i zvijezda, te o tome kako da se golema energija sadržana u jezgrama atoma iskoristi u korisne, ali i, nažalost, u ratne svrhe.

## Potvrde teorije relativnosti
Potvrde teorije relativnosti pokusima, s povećavanjem točnosti mjerenja i razvojem mjerne tehnike, neprestano se povećavaju od vremena postavljanja teorije do danas i sve uvjerljivije svjedoče o ispravnosti teorije. Glavne su pokusne potvrde:
1. Relativističko pomicanje perihela planeta, koje je posebno uočljivo kod Merkura, Venere, Zemlje i planetoida Icarusa. Na primjer, izračunano pomicanje perihela Merkura iznosi 43,03 lučne sekunde u stoljeću, dok mjerenja daju 43,11 ± 0,45 lučnih sekunda kao razliku između mjerenja i utjecaja smetnji drugih planeta.
2. Gravitacijski Dopplerov učinak, to jest pomak spektralnih linija svjetlosti, koja dolazi iz jakih gravitacijskih polja, prema crvenomu kraju spektra (crveni pomak). Učinak se opaža kod Sunca, nekih dvostrukih zvijezda, bijelih patuljaka, a mjeri se na Zemlji s pomoću Mössbauerova učinka. Postignute točnosti mjerenja iznose do 1% odstupanja od izračunanih.
3. Otklon zrake svjetlosti u gravitacijskom polju Sunca. Zraka koja prolazi neposredno kraj Sunca otklanja se, po teoriji relativnosti, za 1,75 lučnih sekunda. To je bila prva potvrda teorije; godine 1919. izmjeren je, pri potpunoj pomrčini Sunca, otklon zraka svjetlosti od 1,64 lučne sekunde.
4. Zakašnjenje radarske jeke. Radarski signal odaslan prema Merkuru i reflektiran natrag prolazi kraj Sunca te stoga, zbog utjecaja Sunca, putuje 0,24 milisekunde dulje. Mjerenja daju rezultate do točnosti od 5% u odnosu na proračun.
5. Gravitacijski valovi, to jest oscilacije zakrivljenosti prostora–vremena koje, prema Einsteinovoj općoj teoriji relativnosti, nose energiju i impuls sile, rasprostirući se brzinom svjetlosti. Dok elektromagnetski valovi općenito međudjeluju s električnim nabojem i strujama, gravitacijski valovi međudjeluju s materijom općenito. Dne 11. veljače 2016. znanstvenci okupljeni oko projekta LIGO (eng. The Laser Interferometer Gravitational-Wave Observatory') objavili su da su otkrili su do danas neotkrivene gravitacijske valove.[2]
6. Mjerenje takozvane Lense-Thirringove i de Sitterove precesije zvrka u stazi oko Zemlje kao krucijalni test Einsteinove opće teorije relativnosti, lansiranjem gravitacijske satelitske sonde B (eng. Stanford’s and NASA Gravity Probe B) 20. travnja 2004. u stazu oko Zemlje, na visini 640 kilometara iznad polova. U vrtnji zvrka koji se giba po stazi oko Zemlje mogu se stvarno opažati njegove geodetske precesije u gravitacijskome polju Zemlje, kojega bi mjerenje predstavljalo još jednu vrlo finu provjeru Einsteinove teorije relativnosti. Ta sonda sakuplja baš podatke o srednjoj kutnoj precesiji zvrka i učinku uvijanja njegova lokalnog inercijskog sustava. Očekuje se da će ona izmjeriti (testirati) 6,614 lučnih sekunda u godini za geodetski učinak zakreta zvrka, te 0,0409 lučnih sekunda u godini za učinak uvijanja inercijskoga sustava zvrka. U projektu se koristi najsavršenija satelitska i astronomska tehnologija, te specijalni zvrk konstruiran tehnikama moderne nanotehnologije i supravodičke tehnologije. Zvrk čine 4 kuglice promjera 3,8 centimetara iz taljenoga kremena s vanjskom košuljicom od sloja niobija debljine 1,27 mikrometara. Ukapljeni helij iz Dewarova spremnika drži niobijeve obloge kuglica na 1,8 K da bi se sićušnim magnetskim poljem odredili vrškovi osi rotirajuće kuglice. Kuglice se vrte frekvencijom od 10 000 okr/min, a od vanjskih magnetskih smetnji u toj vrtnji zaštićene su štitom koji prigušuje vanjske magnetske utjecaje 1012 puta. Referentna orijentacija vrtnje kuglica (smjer vrtnje u lokalnom inercijskom sustavu zvrka) računalno se namješta i kontrolira s pomoću maloga teleskopa na sondi, prema udaljenoj zvijezdi IM Peg. Cijelo zviježđe Pegaza ima ulogu relativno udaljenoga kopernikanskog sustava "zvijezda stajaćica", za umjeravanje i kontrolu zvrka na sondi. Zvrk je savršeno tehnološki napravljen, a njegovo okruženje precizno umjereno, tako da se iz signala koji se očitavaju mogu opažati pomaci kutnoga momenta količine gibanja zvrka do osjetljivosti manje od 0,04 lučnih sekunda u godini. Pozitivni rezultat toga pokusa bio bi konačna potvrda Einsteinove teorije relativnosti (gravitacije), dok bi nulti rezultat pokusa (izostanak učinka) doveo do toga da valja činiti nove teorijske korake.

## Vanjske poveznice
- Web courseware Povijest fizike  Arhivirana inačica izvorne stranice od 2. kolovoza 2012. (Wayback Machine)

|  | Zajednički poslužitelj ima još gradiva o temi Teorija relativnosti |

- Probe set to test theory of Relativity -  Aug. 07, 2004 — "Gravity probe B" (en.)
- Reflections on Relativity — cjelovit online tečaj o relativnosti (en.)
- [neaktivna poveznica] — (en.)
- Albert Einstein: Relativity - The Special and General Theory — verzija za download (en.)